# Michael Penn
Michael Daniel Penn (Greenwich Village, 1 de agosto de 1958) es un cantautor estadounidense, reconocido principalmente por su sencillo de 1989 "No Myth", top 20 en los Estados Unidos y en otros países. Su primer álbum de estudio, March, fue publicado en 1989 y logró ubicarse en la posición número 31 de la lista Billboard 200. Es hijo de los actores Leo Penn y Eileen Ryan y hermano de Sean y Chris Penn.

## Discografía

### Estudio
- March (1989) EE. UU. #31,[2] AUS #50,[3] SUE #27[4]
- Free-for-All (1992) EE. UU. #160[2]
- Resigned (1997)
- MP4: Days Since a Lost Time Accident (2000)
- Mr. Hollywood Jr., 1947 (2007)

### Recopilaciones
- Cinemascope (2005)
- Palms and Runes, Tarot and Tea: A Michael Penn Collection (2007)

### Sencillos
| Año  | Título                                      | Posición en listas | Posición en listas  | Posición en listas | Posición en listas | Posición en listas | Álbum        |
| Año  | Título                                      | EE. UU. Hot 100    | EE. UU. Modern Rock | AUS                | BEL (FLA)          | HOL                | Álbum        |
| ---- | ------------------------------------------- | ------------------ | ------------------- | ------------------ | ------------------ | ------------------ | ------------ |
| 1989 | "No Myth"                                   | 13                 | 4                   | 24                 | 46                 | 48                 | March        |
| 1990 | "This & That"                               | 53                 | 10                  | 86                 | –                  | 74                 | March        |
| 1990 | "Brave New World"                           | –                  | 20                  | –                  | –                  | –                  | March        |
| 1992 | "Seen the Doctor"                           | –                  | 5                   | –                  | –                  | –                  | Free-for-All |
| 1992 | "Long Way Down (Look What the Cat Drug In)" | –                  | 14                  | –                  | –                  | –                  | Free-for-All |
| 1997 | "Try"                                       | –                  | –                   | –                  | –                  | –                  | Resigned     |
| 1997 | "Me Around"                                 | –                  | –                   | –                  | –                  | –                  | Resigned     |
| 1997 | "Out of My Hands"                           | –                  | –                   | –                  | –                  | –                  | Resigned     |
| 2000 | "Lucky One"                                 | –                  | –                   | –                  | –                  | –                  | MP4          |